# Heräjärvi (sjö i Luumäki, Södra Karelen)
Heräjärvi är en sjö i kommunen Luumäki i landskapet Södra Karelen i Finland. Sjön ligger 60,8 meter över havet. Arean är 61 hektar och strandlinjen är 5,58 kilometer lång. Sjön  ingår i Vilajokis huvudavrinningsområde.   Den ligger omkring 25 km sydväst om Villmanstrand och omkring 180 km nordöst om Helsingfors. 